# Kanton Omont
Kanton Omont (fr. Canton d'Omont) byl francouzský kanton v departementu Ardensko v regionu Champagne-Ardenne. Tvořilo ho 11 obcí. Zrušen byl po reformě kantonů 2014.

## Obce kantonu
- Baâlons
- Bouvellemont
- Chagny
- La Horgne
- Mazerny
- Montigny-sur-Vence
- Omont
- Poix-Terron
- Singly
- Touligny
- Vendresse